# Chiusano d’Asti
Chiusano d’Asti (piemontiul: Ciusan) település Olaszországban, Piemont régióban, Asti megyében. Lakosainak száma 250 fő (2023. január 1.). Chiusano d’Asti Asti, Camerano Casasco, Cinaglio, Cossombrato, Montechiaro d'Asti és Settime községekkel határos.

## Népesség
A település lakossága az elmúlt években az alábbi módon változott:
| Lakosok száma | 219  | 233  | 250  |
|               | 2017 | 2018 | 2023 |